# Montealegre del Castillo

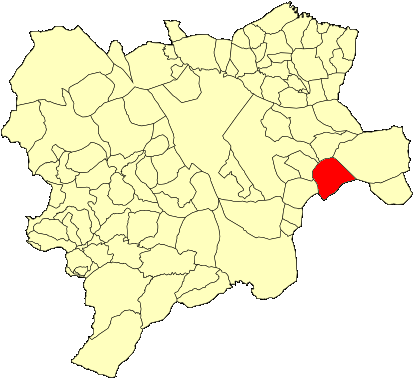
Localização de Montealegre del Castillo

Montealegre del Castillo é um município da Espanha na província de Albacete, comunidade autónoma de Castilla-La Mancha, de área 177,79 km² com população de 2301 habitantes (2004) e densidade populacional de 13,03 hab/km².

## Demografia
| Variação demográfica do município entre 1991 e 2004 | Variação demográfica do município entre 1991 e 2004 | Variação demográfica do município entre 1991 e 2004 | Variação demográfica do município entre 1991 e 2004 |
| --------------------------------------------------- | --------------------------------------------------- | --------------------------------------------------- | --------------------------------------------------- |
| 1991                                                | 1996                                                | 2001                                                | 2004                                                |
| 2207                                                | 2153                                                | 2213                                                | 2309                                                |